# Pałac w Wojcieszowie Górnym z XVIII w.
Pałac w Wojcieszowie Górnym – zabytkowy pałac w Wojcieszowie, w województwie dolnośląskim, w powiecie złotoryjskim, położone nad rzeką Kaczawą, w Górach Kaczawskich w Sudetach Zachodnich.

## Historia
Obiekt wybudowany w XVIII w. jest częścią zespołu pałacowego, w skład którego wchodzi jeszcze park o pow. 2,67 ha.

## Inne
- Pałac Niemitz w Wojcieszowie
- Pałac w Wojcieszowie Dolnym
- Pałac w Wojcieszowie Górnym z 1870 r.
- Pałac w Wojcieszowie Górnym